# Man Ray
Man Ray (egl. Emmanuel Rudnitzky eller Emmanuel Radnitzky, født 27. august 1890 i Philadelphia, Pennsylvania, død 18. november 1976 i Paris) var en amerikansk dadaistisk og surrealistisk fotograf og filmregissør.
Man Ray grundlagde den amerikanske afdeling af dada-bevægelsen sammen med Marcel Duchamp i New York, men flyttede i 1921 til Paris efter at have erklæret dadaismen i Amerika for død. 1924 blev han en del af den surrealistiske bevægelse i Paris. Fra sit atelier på Montparnasse producerede Man Ray en lang række arbejder som revolutionerede fotografiet i første halvdel af 1900-tallet.
Omkring 1921 begyndte Man Ray og Laszlo Moholy-Nagy at lave photograms ("rayographs"). De placerede forskellige objekter på følsomt fotopapir, og belyste dem ved hjælp af fotografiske apparater. På denne måde fik de skygge og tekstur frem. De valgte de ofte maskindele som objekter. 
1934 poserede kunstneren Meret Oppenheim for Man Ray, i en serie fotografier som viste Oppenheim stående nøgen ved en trykpresse. 
Man Ray instruerede også flere vigtige avantgardistiske kortfilm, som "Le Retour à la Raison" (2 minutter, 1923); "Emak-Bakia" (16 min, 1926); "L'Étoile de Mer" (15 min, 1928); og "Les Mystéres du Château du Dé" (20 min, 1929).
Sent i livet flyttede Man Ray tilbage til USA. Han bosatte sig i Los Angeles, men returnerede til Paris og Montparnasse kort før han døde.